# جبر خطي

الفضاء الإقليدي الثلاثي الأبعاد R^{3} هو فضاء متجهي، والمستقيمات والمستويات المارة من نقطة المركز هي في حد ذاتها فضاءات متجهية جزئية في R^{3}.

 الجبر الخطي (بالإنجليزية: Linear algebra)‏ هو فرع من الرياضيات يهتم بدراسة الفضاءات المتجهية (أَو الفضاءات الخطية) والتحويلات الخطية والنظم الخطية.
تُشكل الفضاءات المتجهية موضوعاً مركزياً في الرياضيات الحديثة؛ لذا يُستعمل الجبر الخطي كثيراً في كلا من الجبر المجرد والتحليل الدالي. للجبر الخطي أيضاً أهمية في الهندسة التحليلية. كما أن له تطبيقات شاملة في العلوم الطبيعية والعلوم الاجتماعية.

## التاريخ
يعتبر أبو عبد الله محمد بن موسى الخوارزمي  مؤسس علم الجبر حيث عرض في كتابه حساب الجبر والمقابلة أو الجبر أول حل منهجي للمعادلات الخطية والتربيعية. 
المختصر في حساب الجبر والمقابلة هو كتاب رياضي كتب حوالي عام 830 م. ومصطلح الجبر مشتق من اسم إحدى العمليات الأساسية مع المعادلات التي وصفت في هذا الكتاب. ترجم الكتابَ إلى اللاتينية تحت عنوان Liber algebrae et almucabala، روبرت تشستر (سيغوفيا، 1145)، وأيضا ترجمه جيراردو الكريموني. وتوجد نسخة عربية فريدة محفوظة في أوكسفورد ترجمها عام 1831 إف روزين. وتوجد ترجمة لاتينية محفوظة في كامبريج.
انبثقت دراسة الجبر الخطي لأول مرة من دراسة المحددات، التي كانت تُستعمل في حلحلة نظم المعادلات الخطية. استعملت المحددات من طرف لايبنز في عام 1693، وفيما بعد، استخلص غابرييل كرامر قاعدة كرامر التي تمكن من حل الأنظمة الخطية. كان ذلك عام 1750. بعد ذلك، عمل غاوس في نظرية حلحلة الأنظمة الخطية باستعمال طريقة الحذف الغاوسي، التي نُظر إليها في البداية تطورا في الجيوديسيا.
ظهرت دراسة المصفوفات لأول مرة في إنجلترا، وكان ذلك في بدايات القرن التاسع عشر. في عام 1848، أبدع جيمس جوزيف سيلفستر مصطلح Matrix (ماتريكس والتي تترجم إلى اللغة العربية بمصفوفة). مصطلح Matrix يعني باللغة اللاتينية الرّحِم. عندما كان عالم الرياضيات أرثور كايلي يدرس تركيبات التحويلات الخطية، أدى به ذلك إلى تعريف ضرب المصفوفات وإلى تعريف معكوس مصفوفة ما. كما وجد أيضا العلاقة التي تربط المصفوفات بالمحددات. وفي سنة 1882، ألف عالم الرياضيات العثماني حسين توفيق باشا كتابًا سماه «الجبر الخطي».
مؤخرا، وجد عالم الصينيات الأمريكي روجر هارت أن علماء الرياضيات الصينيين وجدوا طريقة مكافئة بشكل أساسي، لحل الأنظمة المكونة من n معادلة والمحتوية على n مجهول في الجبر العصري، ألف سنة قبل الغرب.

## مجال الدراسة

### الفضاءات المتجهية
تعتبر الفضاءات المتجهية من بين أهم البنى اللائي يدرسهن الجبر الخطي. فضاء متجهي على حقل ما يرمز إليه ب F هو مجموعة V أُضيفت إليها عمليتان ثنائيتان اثنتان. تسمى عناصر V متجهات وقد تسمى عناصر F قياسات. العملية الأولى هي جمع المتجهات. تأخذ هاته العملية مدخلين لها متجهين v و w وتعطي متجه ثالث يُرمز إليه ب v + w. أما العملية الثانية، فتأخذ مدخلين لها عددا قياسياً ما a (أي عنصرا من F) و متجه ما v وتعطي متجهة جديد يُرمز إليه ب av. قد تسمى العملية الثانية جداء عدديا أو ضرباً عدديا للمتجهة v بالعدد a. (مَيز عن الجداء القياسي الذي يأخذ مدخلين له متجهتين اثنتين ويعطي عددا).
تحقق عمليتا الجمع والضرب في فضاء متجهي ما الموضوعات التالية. فيما يلي، u و v و w ثلاث متجهات من V و a و b عنصران من F.
| الموضوعة                                                | المعنى                                                                |
| تجميعية الجمع                                           | u + (v + w) = (u + v) + w                                             |
| تبادلية الجمع                                           | u + v = v + u                                                         |
| وجود العنصر المحايد في الجمع                            | يوجد عنصر 0 ∈ V, يسمى المتجهة المنعدمة, حيث v + 0 = v مهما كان v ∈ V. |
| وجود العنصر المعاكس في الجمع                            | مهما كان v ∈ V, يوجد عنصر −v ∈ V, يسمى معاكس جمعي v, حيث v + (−v) = 0 |
| توزيعية ضرب عدد حقيقي في مجموع متجهات                   | a(u + v) = au + av                                                    |
| توزيعية ضرب مجموع عددين في متجهة ما                     | (a + b)v = av + bv                                                    |
| التناسق بين الجداء القياسي والجداء المعرف داخل الحقلF . | a(bv) = (ab)v                                                         |
| العنصر المحايد في الجداء القياسي                        | 1v = v, حيث 1 يشير إلى المطابق الجدائي في F.                          |

قد تكون عناصر فضاء متجهي عام V كائنات بطبيعات مختلفة. على سبيل المثال، قد تكون دوالا أو متعددات حدود أو متجهات أو مصفوفات. يدرس الجبر الخطي الخصائص المشتركة بين جميع الفضاءات المتجهية.

### القيم الذاتية والمتجهات الذاتية
إذا كان v متجه غير منعدم وكان Tv يساوي v مضروبة في عدد ما، فإن المستقيم المار من الصفر ومن v هو مجموعة ثابتة تحت التطبيق T (أي أن صورتها بالتطبيق T تبقى ضمنها). في هذه الحالة، يسمى v متجه ذاتي ل T. العدد λ حيث Tv = λv يسمى قيمة ذاتية ل T.
من أجل ايجاد المتجهات الذاتية والقيم الذاتية، يُبتدأ بما يلي:
{\displaystyle Tv-\lambda v=(T-\lambda {\text{Id}})v=0,}
حيث Id هي مصفوفة الوحدة. من أجل حل هاته المعادلة، ينبغي حل المعادلة {\displaystyle \det(T-\lambda Id)=0}. دالة المحدد هي متعددة حدود. إذن، فإنه من الممكن عدم إيجاد حلول للمعادلة السابقة الذكر إذا كان العدد λ ينتمي إلى المجموعة {\displaystyle \mathbb {R} }. ولهذا السبب، تدرس الفضاءات المتجهية عادة في حقول مغلقة جبريا، مجموعة الأعداد العقدية مثالا.

### التحويلات الخطية
يقال عن تحويل {\displaystyle T:V\to W} أنه تحويل خطي إذا كان يستوفي الشرطين الآتيين :
{\displaystyle T(u+v)=T(u)+T(v),\quad T(av)=aT(v)}
لكل متجهين v و u في {\displaystyle V}

### الفضاءات المعرف عليها جداء داخلي
بشكل رسمي، جداء داخلي هو تطبيق
{\displaystyle \langle \cdot ,\cdot \rangle :V\times V\rightarrow \mathbf {F} }
يحقق الموضوعات الثلاثة الآتية بالنسبة إلى كل ثلاث متجهات u و v و w في V وبالنسبة إلى كل عدد a من F:
- التماثل المرافق:

{\displaystyle \langle u,v\rangle ={\overline {\langle v,u\rangle }}.}
لاحظ أن هاته النقطة صحيحة عندما يكون F هو مجموعة الأعداد الحقيقية R.
- الخطية لدى المدخل الأول:

{\displaystyle \langle au,v\rangle =a\langle u,v\rangle .}
{\displaystyle \langle u+v,w\rangle =\langle u,w\rangle +\langle v,w\rangle .}
- كونها موجبة عند تساوي المدخلين:

{\displaystyle \langle v,v\rangle \geq 0} مع تحقق التساوي فقط حين يساوي v صفرا.

## تطبيقات

### حل المعادلات الخطية
مجموعة المعادلات الخطية ذات العدد المحدود من المتغيرات مثل x1, x2, ..., xn ، أو x, y, ..., z تسمى نظام المعادلات الخطية أو النظام الخطي.
وتشكل أنظمة المعادلات الخطية جزءًا أساسيًا من الجبر الخطي. تاريخيًا ساهم البحث عن حل لهذه المعادلات في تطوير الجبر الخطي والمصفوفات. في الترميز الحديث للجبر الخطي الذي يستخدم فضاءات المتجهات والمصفوفات، يمكن التعامل مع العديد من المسائل على أنها أنظمة خطية.

كمثال: إذا كانت المعادلات التالية

| {\displaystyle {\begin{alignedat}{7}2x&&\;+\;&&y&&\;-\;&&z&&\;=\;&&8\\-3x&&\;-\;&&y&&\;+\;&&2z&&\;=\;&&-11\\-2x&&\;+\;&&y&&\;+\;&&2z&&\;=\;&&-3\end{alignedat}}} | \| \| \| \| \| \| \| \| | (S) |
| |                         |     |
| |                         |     |
نظام خطي.
لهذا النظام، يمكن للمرء أن يمثل معاملاته بالمصفوفة التالية
{\displaystyle M=\left[{\begin{array}{rrr}2&1&-1\\-3&-1&2\\-2&1&2\end{array}}\right].}
وناتِجه بالمتجه التالي
{\displaystyle \mathbf {v} ={\begin{bmatrix}8\\-11\\-3\end{bmatrix}}.}
بفرض أن T هو التحويل الخطي المرتبط بالمصفوفة M فإن حل النظام ( S ) هو المتجه
{\displaystyle \mathbf {X} ={\begin{bmatrix}x\\y\\z\end{bmatrix}}}
بحيث أن
{\displaystyle T(\mathbf {X} )=\mathbf {v} ,}
وقيم X هي المطلوبة وهي عبارة عن الصورة العكسية لـ v في التحويل الخطي T

بفرض أن (S′) هو نظام متجانس مرتبط بالنظام أعلاه، بحيث أن قيم الجانب الأيمن من معادلاته هي الصفر:

| {\displaystyle {\begin{alignedat}{7}2x&&\;+\;&&y&&\;-\;&&z&&\;=\;&&0\\-3x&&\;-\;&&y&&\;+\;&&2z&&\;=\;&&0\\-2x&&\;+\;&&y&&\;+\;&&2z&&\;=\;&&0\end{alignedat}}} | \| \| \| \| \| \| \| \| | (S′) |
| |                         |      |
| |                         |      |
حلول (S′) هي بالضبط عناصر نواة التحويل الخطي T أو بالمساواة عناصر نواة المصفوفة M
الحذف الغاوسي يتضمن إجراء عمليات صف أولية على المصفوفة الممتدة
{\displaystyle \left[\!{\begin{array}{c|c}M&\mathbf {v} \end{array}}\!\right]=\left[{\begin{array}{rrr|r}2&1&-1&8\\-3&-1&2&-11\\-2&1&2&-3\end{array}}\right]}
لتحويلها لشكل دَرَجِي صفي مخفض (Reduced row echelon form). عمليات الصف هذه لا تغير مجموعة حلول نظام المعادلات. في المثال، شكل الدَرَجْ المختزل هو
{\displaystyle \left[\!{\begin{array}{c|c}M&\mathbf {v} \end{array}}\!\right]=\left[{\begin{array}{rrr|r}1&0&0&2\\0&1&0&3\\0&0&1&-1\end{array}}\right],}
ومنه نرى أن النظام (S) له الحل الفريد التالي
{\displaystyle {\begin{aligned}x&=2\\y&=3\\z&=-1.\end{aligned}}}
وبسبب استخدامنا لهذا الشكل المصفوفي لوصف الأنظمة الخطية فبالتبعية يمكننا تطبيق نفس الأساليب لحل الأنظمة الخطية ولعمليات أخرى عديدة على المصفوفات والتحويلات الخطية، مثل حساب رتبة المصفوفة وحساب النواة وعكس المصفوفة.
طالع مصفوفة مثلثية.

## مقدمة
بدأ الجبر الخطي بدراسة المتجهات في الفضاءات الديكارتية ثنائية وثلاثية الأبعاد. ويمثل المتجه هنا قطعة مستقيمة موجهة تتميز بكلا من طولها (شدتها) واتجاهها. يمكن أن تستعمل المتجهات لتمثيل كميات فيزيائية مثل القوى، كما يمكن أن تطبق عليها عمليات الجمع والطرح والضرب (بأنواعه: الداخلي والخارجي) وبهذا شكلت أول مثال عن الفضاء الشعاعي الحقيقي.
تمدد الجبر الخطي الحديث ليأخذ في الاعتبار فضاءات ذات أبعاد لا نهائية. يمكن دراسة فضاء شعاعي به نون (n) من الأبعاد ويدعى الفضاء النوني. يمكن التوسع في استخدام معظم النتائج التي نتجت عن دراسة الفضاءات ثنائية وثلاثية الأبعاد بالنسبة للفضاءات الأكثر أبعادًا.
يصعب غالبا تخيل أشعة نونية البعد لكن مثل هذه الأشعة يمكن اعتبارها مجموعات مرتبة نونية مفيدة في تمثيل البيانات التي يُراد معالجتها في الكثير من العلوم. فالأشعة قائمة عناصر (مكونات) مرتبة، من الممكن تلخيص ومعالجة البيانات بشكل فعال ضمن هذا الأسلوب التجريدي من المعالجات. مثلا في علم الاقتصاد، يمكن للمرء أن يستعمل فضاءات شعاعية ثمانية الأبعاد أي مجموعات مرتبة ثمانية (8-tuples) ليمثل الناتج القومي الأعلى لثمانية بلدان مختلفة. فيمثل الناتج القومي الأعظم لبلدان ثمانية بشكل مجموعة مرتبة مثلا: (v1، v2، v3، v4، v5، v6، v7، v8).
وبالنسبة للفضاء الشعاعي أو الفضاء الخطي مصطلحًا تجريديًا فيمكن صياغة مبرهنات حوله، حيث يمكن اعتباره قسما من الجبر التجريدي حيث ينسجم تماما مع ذلك الفرع من الدراسة. من أمثلة ذلك: زمرة المصفوفات وحلقة الخرائط الخطية للفضاء الشعاعي. ومن أهم ما يُدرس خلاله هو
1. المتجهات في {\displaystyle \mathbb {R} ^{n}} و{\displaystyle \mathbb {C} ^{n}}.
2. جبر المصفوفات.
3. المصفوفات المربعة.
4. البنى الجبرية.
5. الفضاءات والفضاءات الجزئية المتجهية.
6. الترابط الخطي، القاعدة، البُعد.
7. التطبيقات.
8. التطبيقات الخطية.
9. فضاءات التطبيقات الخطية.
10. المصفوفات والتطبيقات الخطية.
11. تغيير القاعدة، والتشابه.
12. التعامد والتقطير.
13. الحدوديات فوق حقل.
14. الأشكال القانونية.
15. الداليات الخطية، والفضاء الثنوي.
16. الأشكال الخطانية (ثنائية الخطية)والتربيعية والهرميتية.
17. المؤثرات الخطية على فضاءات الجداء الداخلي.
18. تطبيقات في الهندسة والحسبان.

## وصلات خارجية
- الجبر الخطي نسخة محفوظة 14 مارس 2014 على موقع واي باك مشين.، جيم هيفرون، كتاب على النت
- أدوات الجبر الخطي.
- الجبر الخطي.
- الجبر الخطي في موقع ماث وورلد.
- مسائل محلولة في الجبر الخطي: منتدى نقاش حول الجبر الخطي مع مسائل من المستوى السهل إلى الأصعب.
- عناصر الجبر الخطي والتجريدي: كتاب مجاني من إدوين كورنيلي.

ٍٍ